# Nazionale femminile di hockey su ghiaccio della Danimarca
La nazionale di hockey su ghiaccio femminile della Danimarca è controllata dalla Federazione di hockey su ghiaccio della Danimarca, la federazione danese di hockey su ghiaccio, ed è la selezione che rappresenta la Danimarca nelle competizioni internazionali femminili di questo sport.

## Competizioni principali

### Olimpiadi invernali
Nessuna partecipazione

### Mondiali
- 1992: 7º posto

### Europei
- 1989: 6º posto
- 1991:  3º posto
- 1993: 6º posto